# Valentín Niño Aragón
Valentín Niño Aragón (Castrillo de Don Juan, 11 de octubre de 1935-Pamplona, 3 de octubre de 2003) fue un político español, alcalde de la ciudad  de Burgos entre 1992 y 1999 por el Partido Popular.[cita requerida]
El 3 de junio de 1992 el pleno del Ayuntamiento de Burgos acepta la renuncia del alcalde José María Peña San Martín y los concejales Manuel Muñoz, Víctor Martínez (condenados por el Caso de la construcción) y Mariano Hervás (quien dimitió por solidaridad con los anteriores). El 17 de junio Niño fue elegido nuevo alcalde de Burgos.